# Мейер фон Кнонау, Герольд
Герольд Мейер фон Кнонау (нем. Gerold Meyer von Knonau; 5 августа 1843 — 16 марта 1931) — швейцарский историк.

## Биография
Родился в семье Герольда Мейера фон Кнонау, государственного архивариуса Цюриха, и Эммерентианы Клеофы Мейер. Фамилия происходит от фермы Кнонау; его дедом был государственный деятель Людвиг Мейер фон Кнонау. Изучал историю сначала в Цюрихе у Макса Бюдингера и Георга фон Висса (1816—1893), с 1863 по 1866 год в Бонне у Генриха фон Зибеля, затем в Берлине у Леопольда фон Ранке, Вильгельма Ваттенбаха и Филиппа Яффе и, наконец, в Геттингене у Георга Вайца. В Цюрихе он получил докторскую степень в 1866 году, защитив диссертацию о каролингском историке Нитарде, на которую его вдохновил Бюдингер. В Цюрихе он также защитил хабилитацию в 1867 году. В 1870 году он стал доцентом, а с 1872 по 1920 год преподавал историю как полный профессор в Цюрихском университете. В 1896/97 годах он занимал должность ректора. Будучи студентом, Мейер был членом студенческого братства Zofingia, где подружился с историком искусства Иоганном Рудольфом Раном. Мейер фон Кнонау умер бездетным в марте 1931 года. Был женат на Берте Хельд (1854—1945), дочери прусского офицера.
Занимался ранней историографией аббатства Санкт-Галлен, уставом аббатства Райнау и хронистом Иоганном из Винтертура. В 1857 году подготовил комментированное издание «Белой книги Зарнена» Ганса Шрибера, содержащей первую запись народной легенды о Вильгельме Телле. Вместе с Якобом Германом Вартманом (1835—1929) Мейер фон Кнонау в 1870/71 годах редактировал исторические источники посвящённые аббатству Санкт-Галлен. По поручению Исторической комиссии Баварской академии наук, членом которой он также являлся, за почти 20 лет работы он написал «Ежегодники Германской империи при Генрихе IV и Генрихе V». Этот семитомный труд был опубликован в рамках «Ежегодников германской истории», задуманных Леопольдом фон Ранке, и, имея 3344 печатных страницы и 5698 сносок, является наиболее полным единым трудом в этой серии. «Ежегодники» Майера фон Кнонау и сегодня считаются фундаментальным трудом для событийной истории позднесалического периода. Его мнение о том, что поход Генриха IV в Каноссу, при всём его унижении, был искусным ходом, который заставил Папу Римского дать отпущение грехов, широко признано в научных исследованиях.
Мейер фон Конау написал множество статей для журнала «Allgemeine Deutsche Biographie». С 1874 по 1894 год он был архивариусом, а с 1894 по 1922 год — президентом Allgemeine Geschichtsforschende Gesellschaft der Schweiz. В 1893 году Общество истории Боденского озера и окрестностей (Verein für Geschichte des Bodensees und seiner Umgebung) сделало его своим почётным членом. В 1914 году был избран иностранным членом Академии наук в Гёттингене.